# Стовпи (зупинний пункт)
Стовпи (біл. Стаўпы) — зупинний пункт Берестейського відділення Білоруської залізниці в Кобринському районі Берестейської області. Розташований у селі Лищики; на лінії Барановичі-Центральні — Берестя-Центральний, поміж станцією Тевлі і зупинним пунктом Яковчиці.